# Jenny Zink-Maishof

Signatur Jenny Zink

Jenny Zink-Maishof (* 22. Oktober 1849 in Dresden; † 5. Mai 1904 in Alland) war eine österreichische Landwirtin, Schauspielerin und Schriftstellerin, die auch unter dem Pseudonym P. F. Jezma publizierte.

## Leben
Sie wurde durch Karl Gutzkow für den Beruf als Schauspielerin gefördert und trat auf Pester, Prager und Wiener Bühnen auf. Schon während ihrer Zeit als Schauspielerin veröffentlichte sie Gedichte und Novelletten und übersetzte die Madeleines repenties von Alexandre Dumas dem Jüngeren, von dem sie hierzu autorisiert wurde. 1871 zog sie sich auf ihr Gut Maishof zurück und nahm sich Zeit für wissenschaftliche und literarische Studien und reiste nach Frankreich, Italien, und in die Schweiz. Sie leitete ihr Gut selbst und machte es zu einer Musterwirtschaft, aus der sie in der Neuen Freien Presse und in Hitschmanns Wiener landwirtschaftlicher Zeitung berichtete. Zudem entstanden mehrere Novellen und ein Roman. Ihre erste Novelle erschien 1886 im Februarheft der Nouvelle Revue. Weitere Beiträge, Novellen und Feuilletons erschienen in der Schönen blauen Donau und weiteren Zeitungen und Zeitschriften. Eine Novellette Eine Preiskonkurrenz wurde bei der Preiskonkurrenz der Wiener Kunst-Chronik preisgekrönt. Ihrem ersten Buch, Das Buch für die Hochzeitsreise, wurde auf der Chicagoer Welt-Ausstellung (Österreichische Frauen-Abteilung) eine Medaille zuerkannt. Ein Theatertext (Abgründe) scheint nicht erhalten zu sein. Jenny Zink-Maishof engagierte sich in der Frauenbewegung und propagierte die Friedensidee. Sie war Vizepräsidentin des Literarisch-Künstlerischen Vereins zur Verbreitung der Friedensidee und arbeitete mit im Vorstand des Vereins der Schriftstellerinnen und Künstlerinnen in Wien.

## Werke
- Was ein Windstoß alles z’sammenweht. In: An der Schönen Blauen Donau, 1886, Heft 15. (Digitalisat Teil 1), (Schluß)
- Erweckt. Berlin 1889. (Auch in: Ein Preisausschreiben. Künstler-Novelletten von Hieronymus Cerv, Paul Blat, Otto Baisch, Ernst Remin, Prof. Carl Erdm. Edler, Hans Rudolf Scharfer, Clara Bauckner, Wilhelm v. Wartenegg, Jenny Zink, Rudolf Czerny. Herausgegeben von G. Kamberg. Fischer, Berlin 1889.)
- Das Buch für die Hochzeitsreise. Fünf Novellen. (Inhalt: Was ein Windstoß Alles z'sammen weht. Ungleich geartet. Durch eine Stunde. Herzensverirrungen. Endlich doch.) Sallis, Berlin/Guben 1890.
- Heutzutag. Humoristischer Roman. Schulze, Leipzig 1894.
- Die Tochter des Intendanten. Roman. Benziger, Einsiedeln 1903.
- Sein Kind. Roman. Pohl, Prachtatitz 1909.